# Formação estelar

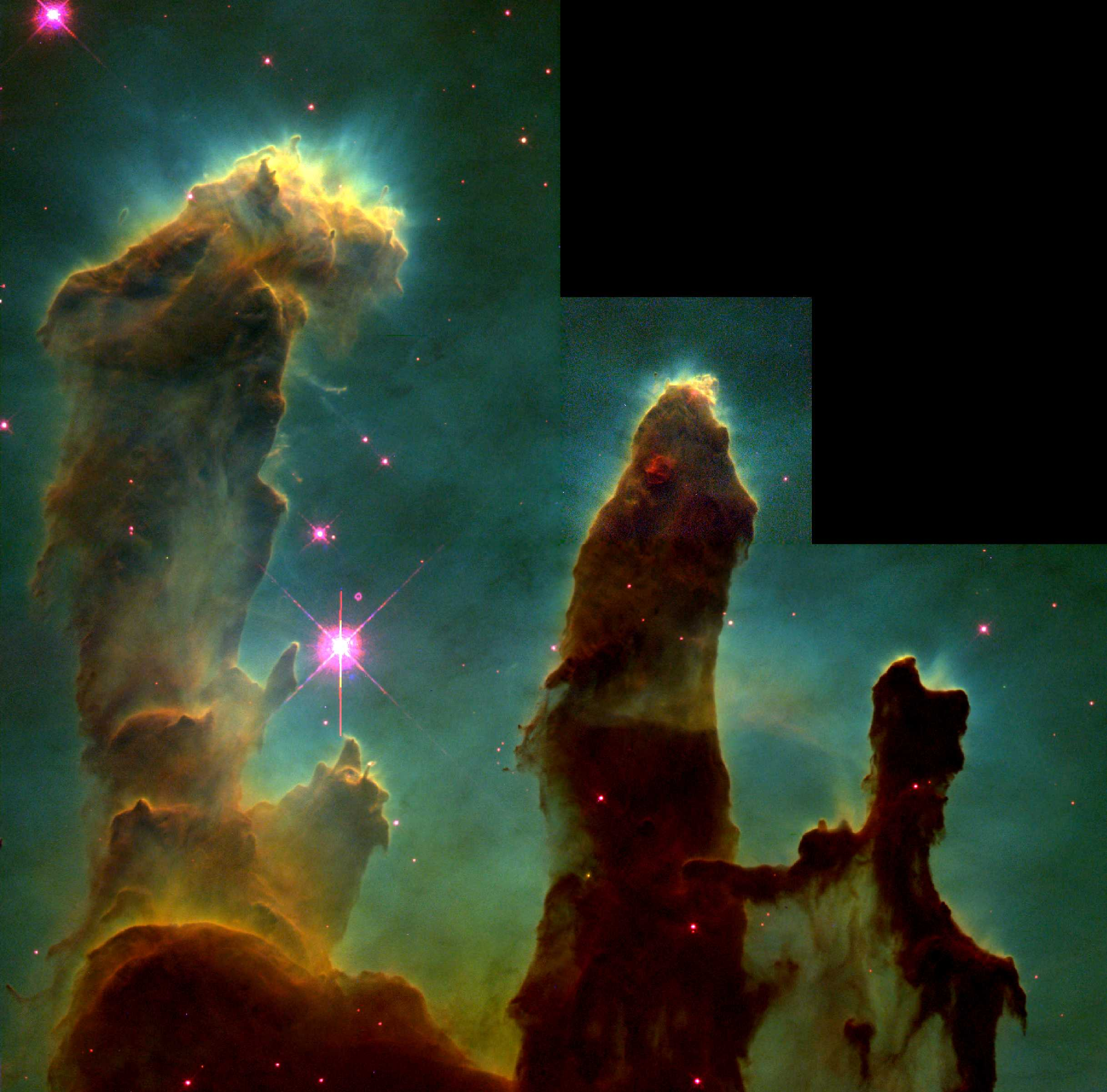
Imagem do Telescópio Espacial Hubble conhecida como Pilares da Criação que mostra uma infinidade de estrelas se formando na Nebulosa da Águia.

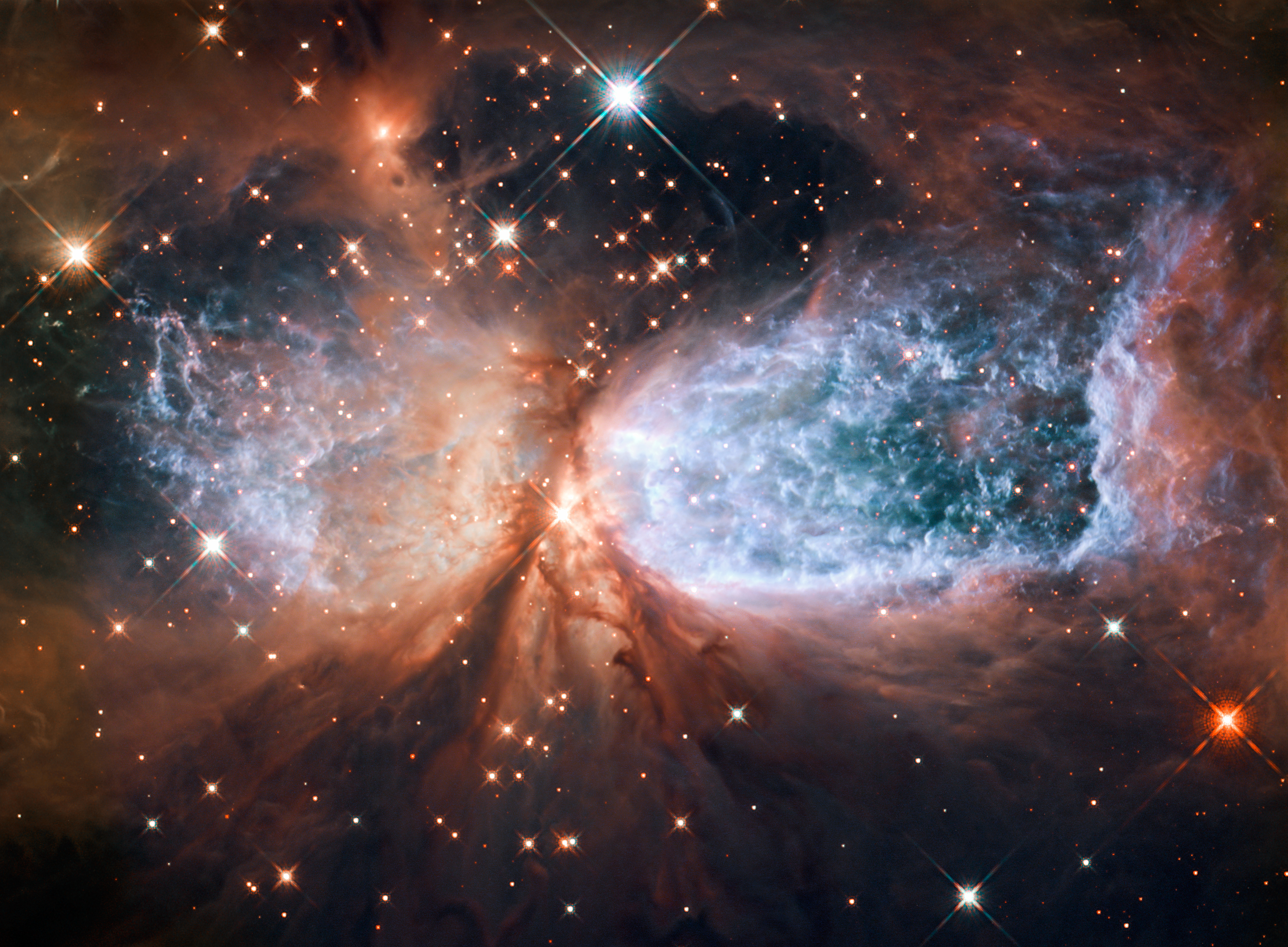
Formação Estelar na região S106 (capturada pelo Telescópio Espacial Hubble).

Formação estelar é o processo de formação de uma estrela. Normalmente este processo é complexo e muito violento, além de ocorrer de diferentes formas em diferentes regiões do espaço.
Tipicamente, a maioria das estrelas se formam a partir de grandes nuvens moleculares. Quando em algum local da nuvem há uma certa densidade de moléculas massivas, prevista pela Instabilidade de Jeans, essas tendem a entrar em colapso e a densidade central tende então a aumentar rapidamente, enquanto a densidade nas partes externas permanece praticamente constante. No momento em que a densidade central se tornar opaca a temperatura vai começar a subir e consequentemente aumentar a pressão, terminando enfim o colapso e alcançando um equilíbrio hidrostático; está formado então o núcleo estelar. Quando a estrela está nesse estágio de sua evolução ela é chamada de protoestrela.
Após isso as camadas externas continuam sendo acrescentadas ao núcleo e a temperatura continua a subir. Em um certo momento  temperatura alcançará 2 mil K e o hidrogênio vai se dissociar de sua forma molecular, usando-se para isso da energia de contração da protoestrela, acabando com o equilíbrio hidrostático e fazendo-a entrar em colapso novamente. O núcleo só vai se equilibrar novamente quando todo o hidrogênio dele estiver na forma atômica. Nesse estágio o corpo celeste ainda é denominado protoestrela.
A temperatura continuará a subir a medida em que mais matéria vai se unindo ao núcleo estelar; se não houver mais matéria nas proximidades a protoestrela pode nunca se tornar uma estrela. Normalmente em meados dos 4 500 K na superfície da protoestrela a fotosfera já atingiu a superfície do núcleo em equilíbrio hidrostático. Inicia-se então a fusão nuclear. A partir desse momento a evolução da estrela vai definir seu tipo estelar. Entretanto, as estrelas não se formam tão rapidamente quanto hipoteticamente poderiam fazer, porque a energia necessária para ionizar os átomos de hidrogênio pode penetrar profundamente nas nuvens frias. A energia observada pelos pesquisadores age como um estabilizador das nuvens frias, impedindo-as de colapsar e formar novas estrelas.
Os rumos da evolução de uma estrela, normalmente dependem da quantidade de matéria presente no local em que a estrela está se formando. Os elementos químicos que farão parte da composição da estrela e a presença de uma ou mais estrelas companheiras são fatores secundários na definição do tipo estelar.